# Æ Bindstouw
Æ Bindstouw er en dansk kortfilm fra 1936. Filmen er produceret under Nordisk Films Kompagni.